# Hans im Glück (Album)
Hans im Glück ist das zweite Album der Band Pankow, 1984 produziert und 1985 auf Amiga erschienen.

## Entstehungsgeschichte
Nachdem die Veröffentlichung des ersten Rockspektakels Paule Panke an den als wenig systemkonform empfundenen Texten scheiterte und mit Kille Kille 1983 unter dem Druck der Popularität der Band eine erste Zusammenstellung von Titeln erschienen war, wurde Hans im Glück 1985 bei Amiga veröffentlicht.
Ein Comeback erlebte Hans im Glück mit der im März 2009 gestarteten Wiederaufführung mit Pankow, Schauspielern der Berliner Volksbühne und Supervision durch Frank Castorf.

## Musikstil und Rezeption
Überwog bei Paule Panke noch die Fiktion des Einbringens in eine entwicklungsfähige Gesellschaft (Komm aus'm Arsch), so mehrten sich die als systemkritisch empfundenen Töne in den Texten von Frauke Klauke auf Hans im Glück. Wie auch zuvor bei Paule Panke führte der Inhalt des Stücks zu kontroversen Diskussionen und vielfach auch zu Ablehnung von Seiten der für Jugendkultur in der DDR zuständigen Funktionäre und Organisationen.
Wenn das im Stil einer Satire aufgeführte und an die Grimmsche Parabel angelehnte Projekt des glücksuchenden Hans zum Ende in Stille noch einen positiven Anstrich bekommt,

„Ich glaub', es gibt das Glück“

wurden Zeilen wie die folgenden aus Hans Negativ vom Publikum auch auf das sozialistische System der DDR bezogen:

„Die Luft ist vergiftet / Die Gewässer vermistet / Das Land ausgesaugt / Von Geiern beklaut

Vom Hunger geplagt / Von Krankheit zernagt / Ohne Rast, ohne Ruh’ / Geht ’s dem Untergang zu

Städte veröden / Die Leute verblöden / Durch die Arbeit zerhackt / In Familien versackt

Im Konsum ertrunken / Ins Fernseh’n versunken / Ohne Rast, ohne Ruh’ / Geht ’s dem Untergang zu

Alles Scheiße / Ob in Nord, Ost, Süd oder West / Immer nur Horror / Und geistige Pest“

André Herzberg beschrieb die Wirkung der Texte auf das jugendliche Publikum in einem Interview:

„Bei Hans im Glück waren das alles mehr oder weniger Anti-Figuren. Das Publikum ist auf den Rhythmus der Musik eingestiegen und hat dem negativen Helden zugeklatscht. Das war teilweise eine ganz bescheuerte Situation, wenn dem Spießer plötzlich dankbar zugejubelt wurde, viele mitgrölten "Alles Scheiße" oder "Immer mit'm Arsch an der Wand entlang" und so, als würden sich die Leute mit diesen Rollen identifizieren, was wir gar nicht beabsichtigt hatten.“

Musikalisch spannt Pankow mit Hans im Glück einen weiten Bogen mit einer anspruchsvollen Synthese von Elementen aus Rockmusik, Funk, Walzer u. a. über die im Rap-Stil vorgetragenen Zwischenpassagen bis hin zum liedhaften Abschluss in Stille.
Stil und Vortrag der Musik sind dem Inhalt der Stücke weitestgehend angepasst und wurden als eine Mischung von Studio- und Liveaufnahmen realisiert.

## Titelliste

### A-Seite
1. Festrede (Teil 1) – 1:53
 (K:Pankow / T:Frauke Klauke)
2. Die Schule ist aus – 3:50 *
 (K:Ehle / T:Frauke Klauke)
3. Hoppe hoppe Reiter – 1:12
 (K:Pankow / T:Frauke Klauke)
4. Der Aufstiegsspezialist – 3:42 *
 (K:Ehle / T:Frauke Klauke)
5. Klappsmühle – 1:57
 (K:Pankow / T:Frauke Klauke)
6. Businessman – 5:19 *
 (K:Pankow / T:Frauke Klauke)
7. Knast – 1:27
 (K:Pankow / T:Frauke Klauke)

### B-Seite
1. Familiepapa – 4:50 *
 (K:Pankow / T:Frauke Klauke)
2. Mitropa – 1:36
 (K:Pankow / T:Frauke Klauke)
3. Hänschen Mittelmaß – 5:00 *
 (K:Ehle / T:Frauke Klauke)
4. Trinkerheilanstalt – 1:42
 (K:Pankow / T:Frauke Klauke)
5. Hans Negativ – 3:55 *
 (K:Pankow / T:Frauke Klauke)
6. Festrede (Teil 2 ) – 0:29
 (K:Pankow / T:Frauke Klauke)
7. Stille – 3:34
 (K:Ehle / T:Frauke Klauke)

(*) Liveaufnahme im Haus der jungen Talente, Berlin, 8. und 9. Dez. 1984